# Григорьевская (Бабаевский район)
Григо́рьевская (вепс. Grigorjevskai) — деревня в Бабаевском районе Вологодской области России.
Входит в состав Пяжозерского сельского поселения, с точки зрения административно-территориального деления — в Пяжозерский сельсовет.
Расстояние по автодороге до районного центра Бабаево — 120 км, до центра муниципального образования посёлка Пяжелка — 19 км. Ближайшие населённые пункты — Алексеевская, Красная Гора, Макарьевская, Никитинская, Погорелая, Тарасовская, Яковлевская.
По переписи 2002 года население — 10 человек.